# Iniopteryx
Iniopteryx é um gênero extinto de peixes cartilaginosos. Seus fósseis datam do período Carbonífero.
Seus fósseis foram encontrados na América do Norte, principalmente em dois estados: Ohio e Montana. Em geral, muito pouco se sabe sobre este gênero.

## Características
Iniopteryx era um peixe parecido com uma quimera, descrito como "gordo". Sabe-se que o tamanho médio do gênero ficava em torno de meio metro de comprimento. Embora a espécie tivesse espinhos e nadadeiras especializadas superficialmente semelhantes às de um peixe voador, há muita especulação sobre se ele poderia planar como um peixe voador ou se era realmente bentônico.